# Festival international des cinémas d'Asie de Vesoul 2013
 (novembre 2023).
Il peut être nécessaire de l'améliorer pour respecter le principe de neutralité de point de vue. Veuillez consulter la page de discussion pour plus de détails.

Le Festival international des cinémas d'Asie 2013 est la 19e édition du festival international des cinémas d'Asie de Vesoul qui s'est tenue du 5 au 12 février 2013.

## Programmation
Le festival débuta le 5 février 2013 et se termina le 12 février 2013,.

## Palmarès
- Cyclo d'or d'honneur à Garin Nugroho[5]
- Prix du jury international :
  - Cyclo d'or ex æquo entre O Muel pour son film Jiseul et Prasanna Vithanage pour son film With You, Without You
  - Grand prix du jury à Jun Robles Lana pour son film Bwakaw
  - Prix du jury à Kobayashi Masahiro pour son film Japan’s Tragedy
- Prix du jury NETPAC à Prasanna Vithanage pour son film With You, Without You
- Prix du jury lycéen à Jun Robles Lana pour son film Bwakaw
- Prix du jury jeunes à Rémi Briand pour Le Cercle
- Prix du jury Guimet :
  - Prix Émile Guimet à Jun Robles Lana pour son film Bwakaw
  - Coup de cœur Guimet à Reis Celic pour son film Night of Silence
- Prix du jury INALCO :
  - Prix INALCO à Riri Riza pour Atambua 39° Celcius
  - Prix spécial INALCO à Mani Haghighi pour son film Modest Reception
- Prix du public :
  - Long métrage de fiction à Jun Robles Lana pour son film Bwakaw
  - Film documentaire à Philippe Rostan pour Le Lotus dans tous ses états